# Christian Mamerow

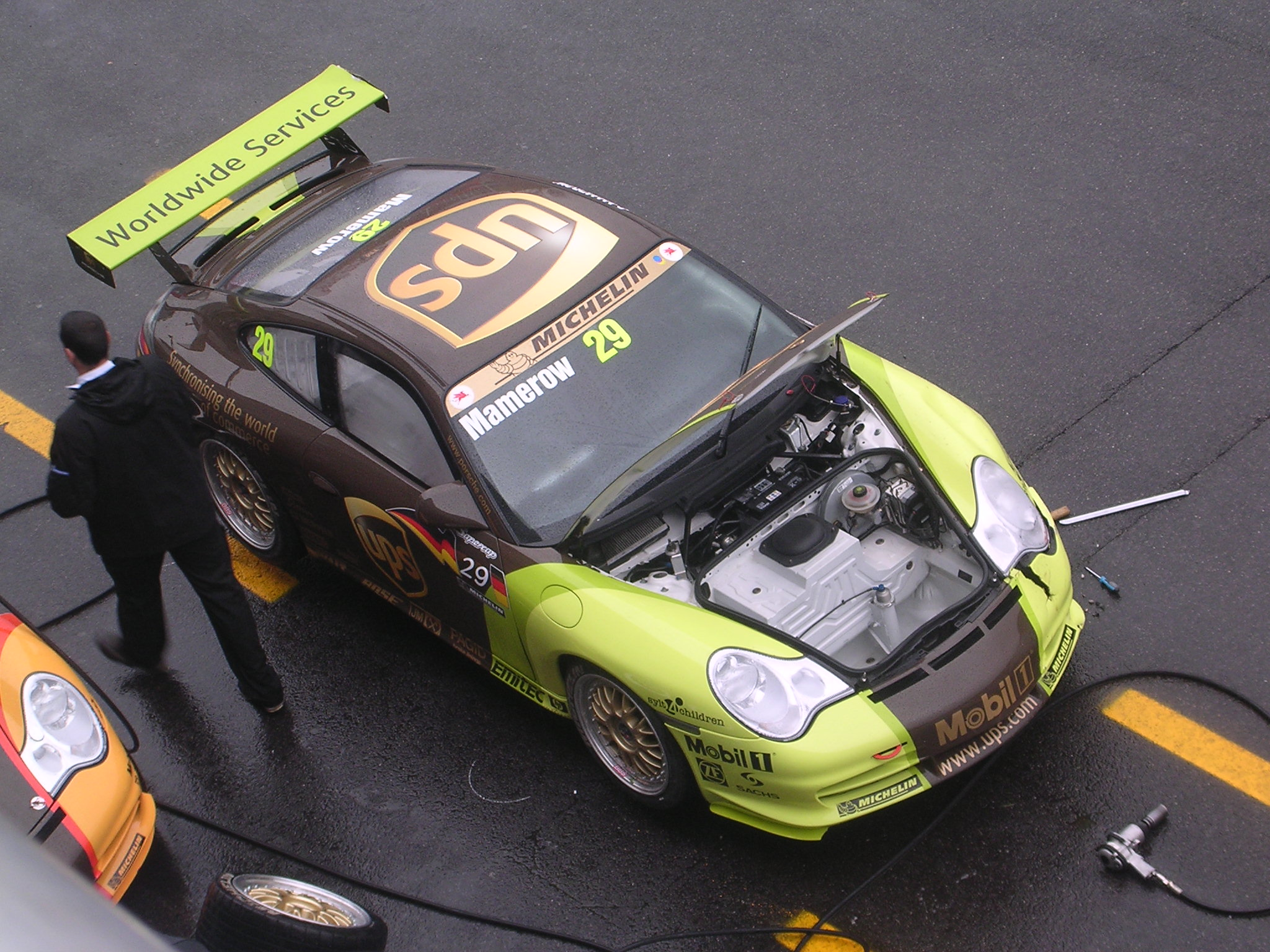
Der Porsche 996 GT3 Cup von Christian Mamerow 2014 in Monza

Christian „Chris“ Mamerow (* 25. Februar 1985 in Castrop-Rauxel) ist ein deutscher Automobilrennfahrer. Er ist der Sohn von Peter Mamerow.

## Karriere
Christian Mamerow begann seine Motorsportkarriere 1997 im Kartsport, den er bis 1999 ausübte. 2000 wechselte er in die Formel BMW, wo er bis 2002 blieb. Seine beste Platzierung dort war der vierte Rang 2002 in der Gesamtwertung.
Nach einem Jahr ohne festes Cockpit erhielt er 2004 einen Platz im UPS-Porsche-Junior-Team und ging im Porsche Carrera Cup Deutschland an den Start. Dort fuhr er ab 2005 bei Mamerow Racing bis 2008. Seine beste Saisonplatzierung erreichte er in seinem letzten Jahr im Carrera Cup 2008 mit dem dritten Platz.
Parallel dazu startete er auch im Porsche Supercup in den Jahren 2004, 2006 und 2008. Dort erzielte er ebenfalls 2008 sein bestes Gesamtergebnis in dem Markenpokal.
Neben seinen Einsätzen in den Porsche-Markenpokalen trat er ab 2004 mit seinem Vater in der BFGoodrich Langstreckenmeisterschaft, bzw. ab 2010 in der neu benannten VLN Langstreckenmeisterschaft Nürburgring an. 2007 erreichte er zusammen mit Peter Mamerow seinen ersten Sieg in der Rennserie.
Von 2005 bis 2019 ging er auch beim 24-Stunden-Rennen auf dem Nürburgring an den Start. Dort wurde er 2012 mit seinen Fahrerkollegen des Teams Mamerow Racing auf einem Audi R8 LMS ultra Zweiter. 2014 gewann er das Langstreckenrennen zusammen mit Christopher Haase, René Rast und Markus Winkelhock auf einem Audi R8 LMS ultra des Teams Phoenix Racing.
In der ADAC GT Masters fuhr er 2007, 2012 und 2013. Seine ersten beiden Jahre in der Serie trat er mit Mamerow Racing und in der letzten Saison für Prosperia C. Abt Racing und ein Rennen für THE BOSS YACO Racing an. Seine beste Gesamtplatzierung, den 13. Rang, erreichte er 2007 mit seinem Vater auf einem Porsche 911 GT3 Cup.
2009 trat er für verschiedene Rennteams in der FIA-GT3-Europameisterschaft an und wurde zum Saisonende 18. In dem Jahr fuhr er auch ein Rennen in der GT2-Klasse der FIA-GT-Meisterschaft für das Team Trackspeed Racing.
In den Jahren 2013, 2015 und 2016 ging Mamerow zu vereinzelten Rennen in der Blancpain Endurance Series an den Start. 2015 erzielte er in zwei Läufen für Phoenix Racing 17 Punkte und wurde 16. im Gesamtklassement.
Für das Team Audi Team Racing Tech fuhr er 2015 einen Audi R8 LMS ultra in der GT300-Klasse der Super GT in Japan. Die Saison beendete er mit dem 19. Rang.